# 83 Leonis
83 Leonis ist ein Doppelsternsystem in einer Entfernung von etwa 59 Lichtjahren. Die beiden Komponenten haben eine Entfernung von etwa 515 Astronomischen Einheiten.
Um die mit 7,4 mag etwas dunklere der beiden Komponenten, HD 99492 (83 Leonis B), wurde ein Exoplanet nachgewiesen. Im Jahre 2005 publizierten Marcy et al. die Entdeckung eines spektroskopischen Objektes mit einer Umlaufperiode von 17 Tagen in einer recht nahen Umlaufbahn (ca. 0,1 AE). Die Mindestmasse von 83 Leonis Bb / HD 99492 b beträgt rund 0,1 Jupitermassen.